# 大褐飞虱属
大褐飞虱属（学名：Changeondelphax）为稻虱科的一个属。

## 下属物种
本属包括以下物种：
- 弯茎大褐飞虱 Changeondelphax curvus Ding & Wang, 1996
- 大褐飞虱 Changeondelphax velitchkovskyi (Melichar, 1913)